# Linux-GNU/Linux-navnestriden
Linux-GNU/Linux-navnestriden opstod da mange i begyndelsen af 1990'erne valgte at kalde et komplet styresystem, hvor Linux-kernen bestemt ikke var den største del, for "Linux". Det blev så udbredt en betegnelse at mange brugere ikke havde hørt om GNU Projektet eller hvordan og hvorfor det startede.
GNU projektet startede i midten af 1980'erne. Man ønskede frihed til at dele med sin næste uden at skulle bryde aftaler, regler og/eller love. Det er ikke muligt med proprietær software, for det forbyder deres licens dig. GNU Systemet var i slutningen af 1980'erne nærmest komplet, kernen manglede bare. I starten af 1990'erne opstår der så en kerne som kan køre med resten af GNU-systemet. 
Derfor er det fra det tidspunkt muligt at få et komplet frit system. Problemet er så at der er få der har forstået det, og man begynder at trykke CD'er som er "forurenet" af proprietær software, og ingen fortæller brugerne om frihed.
Derfor anbefaler GNU-projektet og FSF at kalde styresystemet GNU/Linux, for at sætte fokus på frihed. Pointen er, at hvis du ikke sætter pris på din frihed, er du tilbøjelig til ikke at passe på den.
Der er så det ved det, at ikke alle støtter FSF's formål, og derfor heller ikke ønsker at projektet skal have omtale. Disse mennesker arbejder for at hele systemet bliver kaldt Linux. Denne gruppe er ofte tilhængere af Open Source.
En af de største fortalere for betegnelsen GNU/Linux er grundlæggeren af GNU Richard M. Stallman, som blandt andet beder Linux-brugergrupper om at ændre deres navn til GNU/Linux-brugergrupper.

## Argumenter

### Argumenter for at kalde det samlede system Linux
- Det er nemmere at kalde det Linux.
- Det er allerede den mest udbredte betegnelse.

### Argumenter for at kalde det samlede system GNU/Linux
- Det er vigtigt at få brugerne til at sætte pris på deres frihed.
- Det er fair, taget i betragtning af at størstedelen af et GNU/Linux operativsystem stammer fra GNU Projektet, inkl. den Licens som Linux-kernen bruger, nemlig GPL version 2.

GNU Projektet vedligeholder en FAQ, der fortæller hvilke grunde de har for at kalde systemet GNU/Linux, og relaterede spørgsmål. Der er også en artikel som går lidt dybere.